# Nicolás Fabra
Nicolás Gonzalo Fabra Gentile, más conocido como Nicolás Fabra, (Montevideo, 5 de enero de 1986) es un exjugador de balonmano uruguayo que jugaba de central en la Scuola Italiana. Es internacional con la selección de balonmano de Uruguay.
Fabra formó parte de la selección uruguaya en el Campeonato Mundial de Balonmano Masculino de 2021, en el que su selección participaba por primera vez.

## Clubes
| Club            | País    | Año         |
| --------------- | ------- | ----------- |
| Scuola Italiana | Uruguay | 2005 - 2021 |

## Palmarés

### Selección nacional

#### Campeonato Centro y Sudamericano
- Medalla de bronce en el Campeonato Sudamericano y Centroamericano de Balonmano Masculino de 2020[3]

#### Juegos Suramericanos
- Medalla de bronce en los Juegos Suramericanos de 2022